# Фазикау (Северная Осетия)
Фазикау (осет. Фæзыхъæу) — село в Пригородном районе республики Северная Осетия. Входит в состав Даргавского сельского поселения.

## Географическое положение
Расположено на левом берегу реки Мидаграбиндон, в 40 км к юго-западу от Владикавказа.

## Население
| 2002 | 2010 | 2021 |
| ---- | ---- | ---- |
| 78   | ↘63  | ↗73  |